# Шперкар плямистокрилий
Шперкар плямистокрилий (Ptilorrhoa leucosticta) — вид горобцеподібних птахів родини Cinclosomatidae.

## Поширення
Ендемік Нової Гвінеї. Населяє майже всі гірські та передгірські райони. Живе у тропічних гірських дощових лісах на висотах 1200—2700 м над рівнем моря.

## Опис
Дрібний птах завдовжки 20 см, вагою 49-51 г. Це птахи з міцною, але стрункою статурою, з округлою головою, тонким дзьобом із злегка зігнутим кінчиком, закругленими крилами, міцними і витягнутими ногами і довгим хвостом із закругленим кінцем. Верх голови, шия та надхвістя червонувато-коричневого забарвлення. Спина, крила, хвіст, підхвістя, боки коричнево-оливкові. Первинні криючі крил з білими кінчиками. Груди синювато-сірого забарвлення. Горло біле, обмежене чорною смугою, яка утворює також лицьову маску. Дзьоб і ноги чорнуваті, очі темно-коричневі.

## Спосіб життя
Активний вдень. Трапляється поодинці або парами. Більшу частину дня проводить на землі або серед низьких гілок кущів, де шукає поживу. Живиться комахами та дрібними безхребетними.
Сезон розмноження припадає на кінець сухого сезону (серпень-жовтень). Моногамні птахи. Гніздо будується серед нижніх гілок чагарників. Даних про репродуктивну поведінку бракує.